# Ngoài vòng pháp luật 2
Ngoài vòng pháp luật 2 ( tiếng Hàn: 범죄도시2, tiếng Anh: The Roundup ) là một bộ phim hành động và tội phạm của Hàn Quốc năm 2022 do Lee Sang-yong đạo diễn, với sự tham gia của Ma Dong-seok, Son Seok-koo và Choi Gwi-hwa . Bộ phim là phần tiền nhiệm của phim The Outlaws, ra mắt năm 2017. Bộ phim được phát hành vào ngày 18 tháng 5 năm 2022 ở định dạng IMAX.
Phim đạt được 467.525 lượt người xem tại các phòng vé ở Hàn Quốc, đây là thành tích mở màn tốt nhất cho một bộ phim Hàn Quốc trong 882 ngày qua. Đây là bộ phim đầu tiên của Hàn Quốc cán mốc 10 triệu lượt người xem trong năm 2022. Đây cũng là bộ phim thứ 4 có sự tham gia của Ma Dong-seok cán mốc 10 triệu lượt người xem, và là bộ phim Hàn Quốc thứ 20 trong lịch sử đạt được thành tích này. Tính đến ngày 12 tháng 6, bộ phim đứng ở vị trí thứ 5 về doanh thu phòng vé toàn cầu sau khi được phát hành tại 5 quốc gia.
Hiện nay, bộ phim này được coi là bộ phim có doanh thu cao nhất năm 2022 tại Hàn Quốc, với tổng doanh thu là 100,06 triệu đô la Mỹ, và cũng nằm trong danh sách các bộ phim có doanh thu cao nhất tại Hàn Quốc với vị trí thứ 3.

## Nội dung
4 năm sau chiến dịch truy quét ở Garibong-dong, thám tử Ma Seok-do cùng với Đội trưởng Jeon Il-man và nhóm của anh đến Việt Nam để dẫn độ một nghi phạm, nhưng ngay sau khi anh đến, Seok-do phát hiện thêm một vụ án giết người và được nghe kể về Kang Hae-sang, một kẻ giết người độc ác đã nhẫn tâm giết chết nhiều du khách trong nhiều năm chỉ vì ham mê tiền bạc. Tại Việt Nam, bộ đôi không tài nào bắt được Kang Hae-sang, kẻ đã giết con trai duy nhất của một ông trùm kinh doanh Hàn Quốc. Họ quay trở lại Hàn Quốc để truy đuổi kẻ giết người sau khi Hae-sang tự nhập lậu bản thân vào đất nước này để tống tiền ông trùm kinh doanh. Bất chấp sự truy đuổi ráo riết của Seok-do ở Hàn Quốc, Kang Hae-sang vẫn luồn lách thoát khỏi vòng vây của cảnh sát, tiếp tục đi bắt cóc và giết người.

## Diễn viên
- Ma Dong-seok trong vai Ma Seok-do [10]
- Son Seok-koo trong vai Kang Hae-sang
- Choi Gwi-hwa trong vai Jeon Il-man
- Park Ji-hwan trong vai Jang Yi-soo
- Heo Dong-won trong vai Oh Dong-gyun
- Ha Jun trong vai Kang Hong-seok
- Jung Jae-kwang trong vai Kim Sang-hoon
- Park Ji-young trong vai Kim In-sook
- Lee Joo-won trong vai Park Young-sa
- Eum Moon-suk trong vai Jang Ki-cheol
- Kim Chan-hyung trong vai Jang Soon-cheol
- Cha Woo-jin trong vai Choi Yong-gi
- Jeon Jin-oh trong vai Yoo Jong-hoon
- Nam Moon-cheol trong vai Choi Choon-baek

## Sản xuất
Phim dự kiến được quay tại Việt Nam vào tháng 3/2020, nhưng do đại dịch COVID-19 nên lịch quay ở Việt Nam bị hoãn lại và các cảnh quay tại Hàn Quốc được quay trước. Quá trình quay phim kết thúc vào tháng 6 năm 2021.

## Phát hành
Phim được công chiếu trên 2.521 rạp vào ngày 18 tháng 5 năm 2022 tại Hàn Quốc. Bộ phim được phát hành tại Philippines vào ngày 22 tháng 6 năm 2022 bởi Raon Company Plus.
Phim bị cấm phát hành ở tất cả các rạp tại Việt Nam do có quá nhiều cảnh bạo lực trong phim, theo ông Vi Kiến Thành - Cục trưởng Cục điện ảnh cho hay. Dù vậy, việc phim đã phác họa sai hình ảnh về Thành phố Hồ Chí Minh là một nơi vô pháp luật cũng là lí do khiến phim bị cấm công chiếu tại Việt Nam.

## Đón nhận

### Doanh thu phòng vé
Tính đến  ngày 10 tháng 7 năm 2022, phim trở thành bộ phim có doanh thu cao nhất năm 2022 tại Hàn Quốc, với hơn 100 triệu USD và hơn 12 triệu lượt người xem.

### Đánh giá chuyên môn
Trang web Rotten Tomatoes đã chấm điểm bộ phim với tỉ lệ đánh giá tích cực là 100%, dựa trên 7 bài phê bình với điểm đánh giá trung bình là 7,3/10.

## Phần tiếp theo
Phần tiếp theo của bộ phim mang tên Vây hãm: Không lối thoát, do Lee Sang-yong đạo diễn đang trong quá trình quay phim.